# Meißner 8 Südroute
Die Meißner 8 Südroute ist eine rund 36,8 Kilometer lange Radroute im Landkreis Meißen in Deutschland. Sie führt größtenteils auf asphaltierten Wegen, ausgenommen der zurzeit noch kleingepflasterten Staatsstraße 83 von Buschbad nach Garsebach. Die Route ist sehr gut ausgeschildert, zahlreiche Nebenrouten wie beispielsweise zum Schloss Scharfenberg sind ebenfalls ausgeschildert.
Die Radroute ist bahnmäßig durch die S1 bei den Haltepunkten in Meißen erschlossen.
Insgesamt ist die Route gut mit Trekking- oder City-Fahrrädern zu befahren. Einige kürzere Steigungen und Gefälle sollte man aber nicht unterschätzen.

## Streckenbeschreibung
Die Strecke beginnt formell im Stadtteil Cölln beim rechtselbischen Anschluss des Elberadwegs am Meißner Bahnhof. Von dort fährt man über die Eisenbahnbrücke zur Altstadt und dem etwas weiter entfernten Ortsteil Triebischtal. Von hier hat man für den Weiterweg bis Semmelsberg keine Alternative; man muss die Staatsstraße 83 benutzen. Dafür fährt man aber von da an auf sehr gut ausgebauten und beschilderten Radwegen, zum Teil auf der Bahntrasse der ehemaligen Schmalspurbahn Wilsdruff–Gärtitz. Es geht von jetzt an beständig mit geringen Steigungen bergauf bis Taubenheim. Von dort führt der Radweg auf der wenig befahrenen Ortsstraße bergab und führt dann nach links auf einem asphaltierten Feldweg bis Sora. Hier kreuzt er die Staatsstraße 177 und führt weiter bis Klipphausen. 
Von dort führt der Radweg durch das Saubachtal an einigen Mühlen wie der bekannten Neudeckmühle vorbei bis nach Kleinschönberg, wobei von der Neudeckmühle bis Kleinschönberg wieder eine Steigung zu überwinden ist. Von dort geht es bis zu der Elbe und dem gleichnamigen Radweg auf gering befahrenen Straßen abwärts, wobei bei Constappel die Bundesstraße 6 überquert werden muss. Auf dem linkselbischen Teil des Elberadwegs geht es durch Gauernitz nach Meißen zurück.

## Sehenswertes
- Meißen: Liste der Sehenswürdigkeiten in Meißen
- Triebischtal: Porzellanmanufaktur
- Buschbad: Götterfelsen
- Kleines Triebischtal: Preiskermühle, Helmmühle, Bahnstation Polenz, verschiedene Brücken der Schmalspurbahn,
- Taubenheim: Rittergut und Schloss
- Sora: Kirche
- Klipphausen: Schloss, verschiedene Wassermühlen, Liste der Kulturdenkmale in Klipphausen
- Kleinschönberg: schöne Aussicht!
- Constappel: Nikolauskirche, verschiedene Mühlen
- Wildberg: Gut Wildberg
- Gauernitz: Schloss

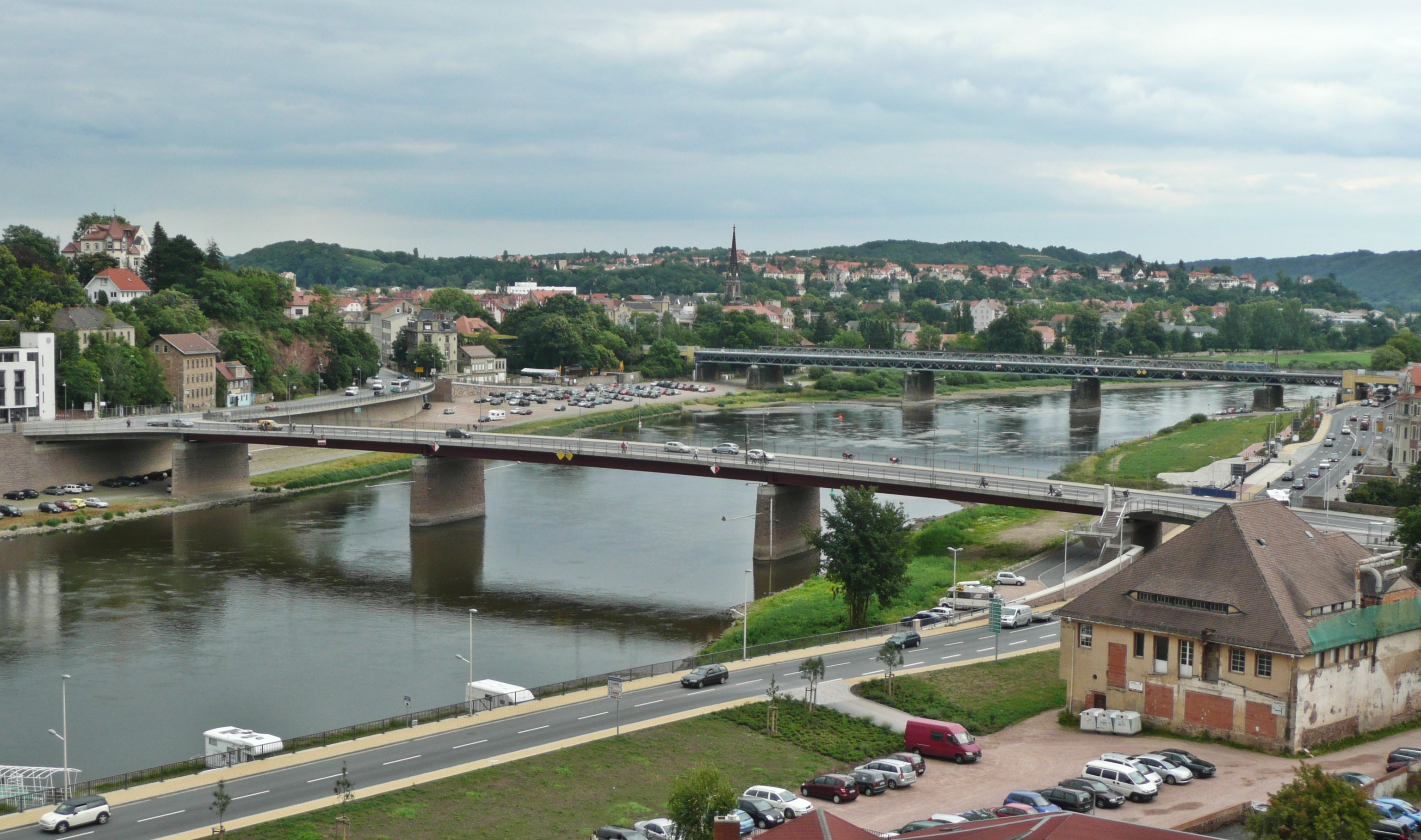
Blick von der linkselbischen Seite auf die Straßen- und Eisenbahnbrücke von Meißen
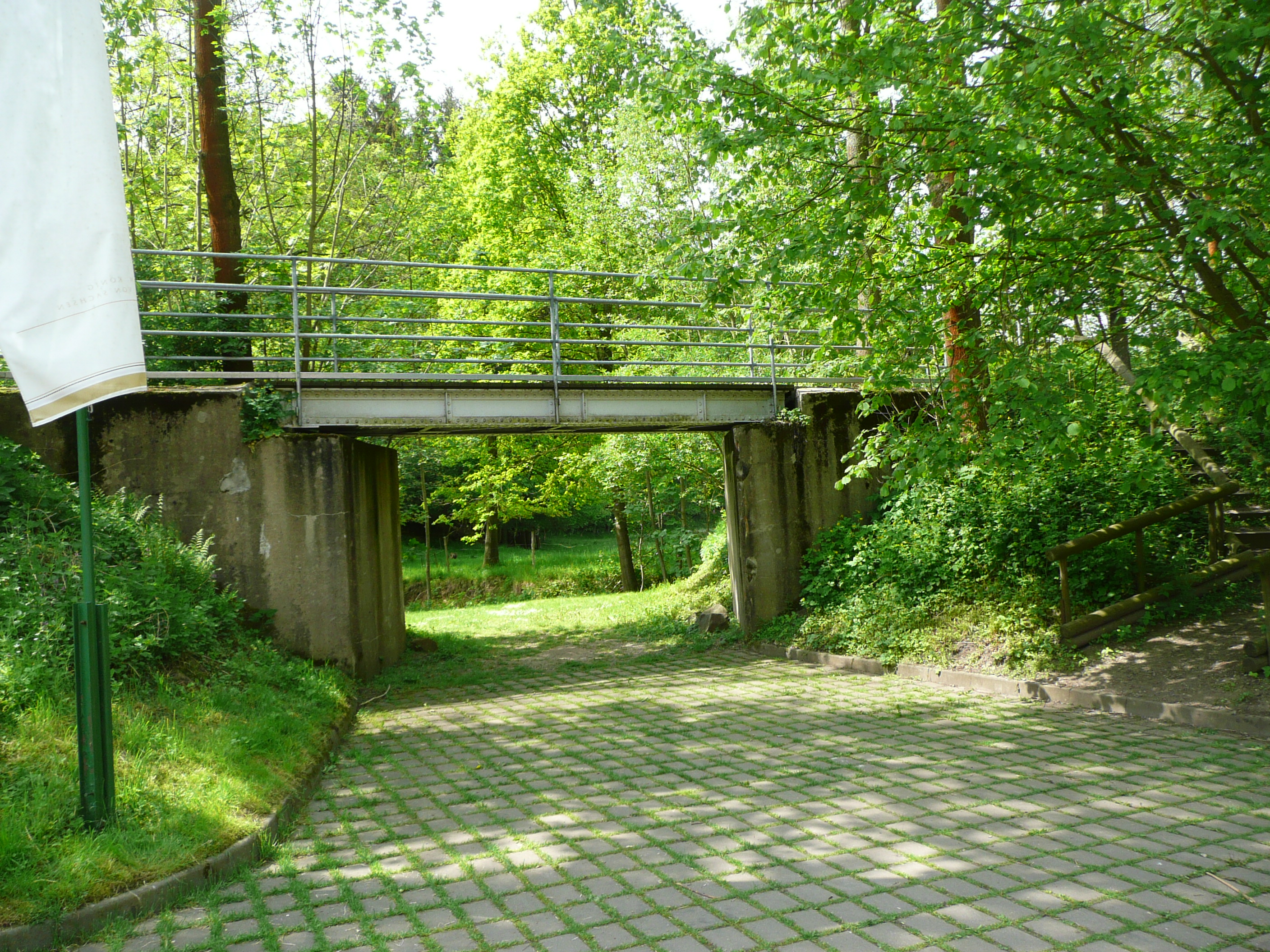
Radweg auf der ehemaligen Schmalspurbahn Wilsdruff–Gärtitz an der Helmmühle
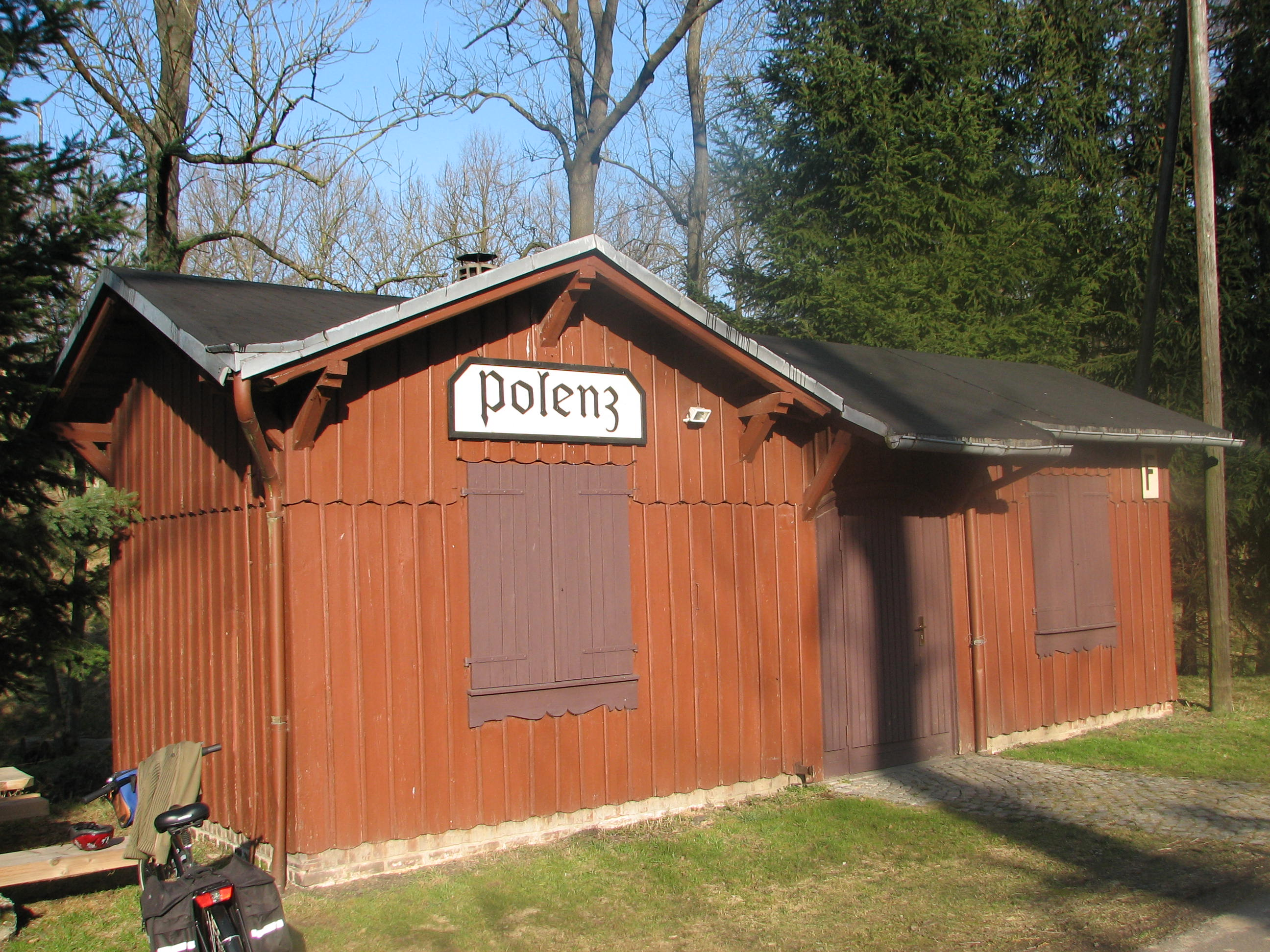
Ehemalige Bahnstation bei Polenz
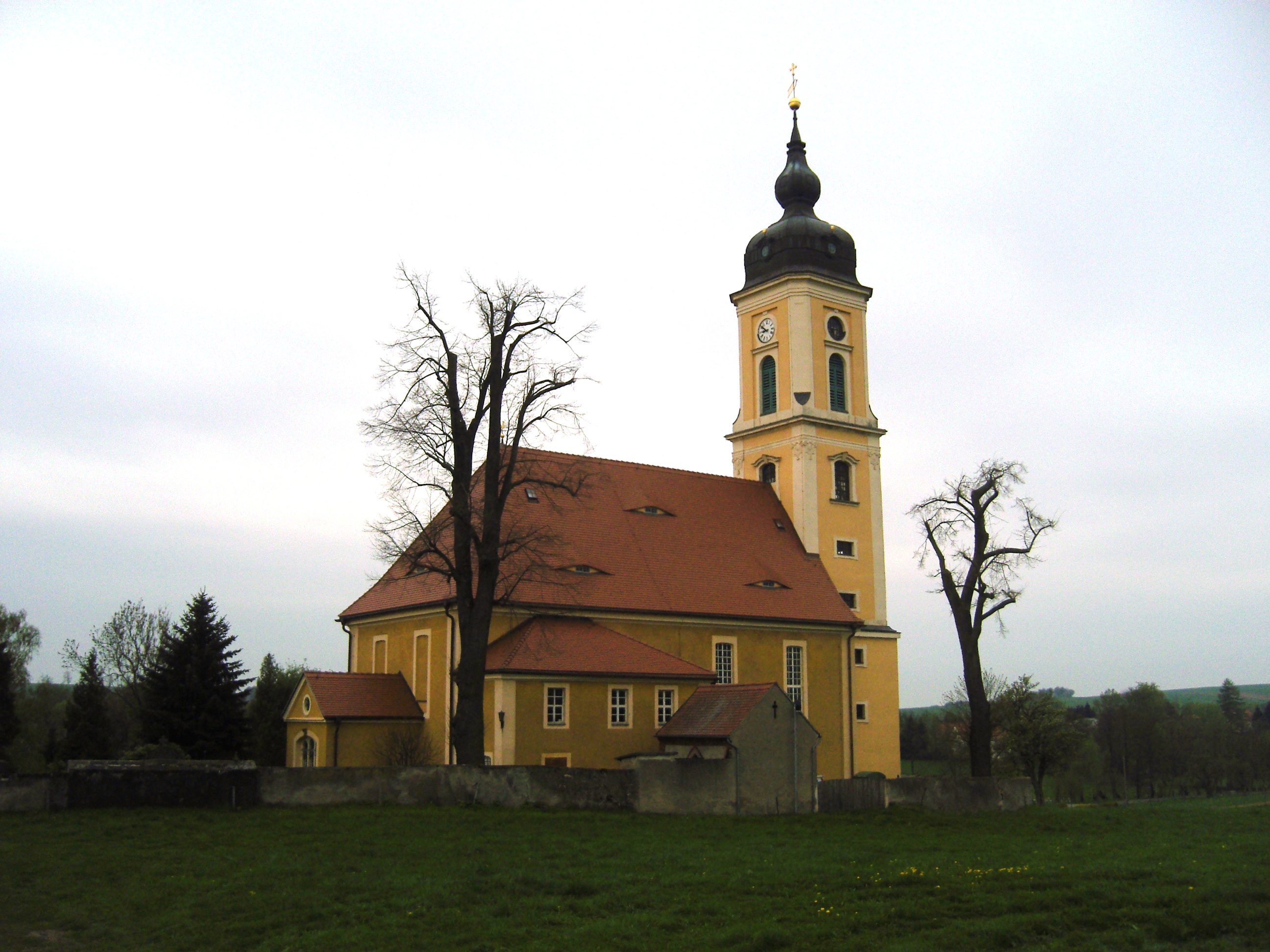
Kirche in Sora
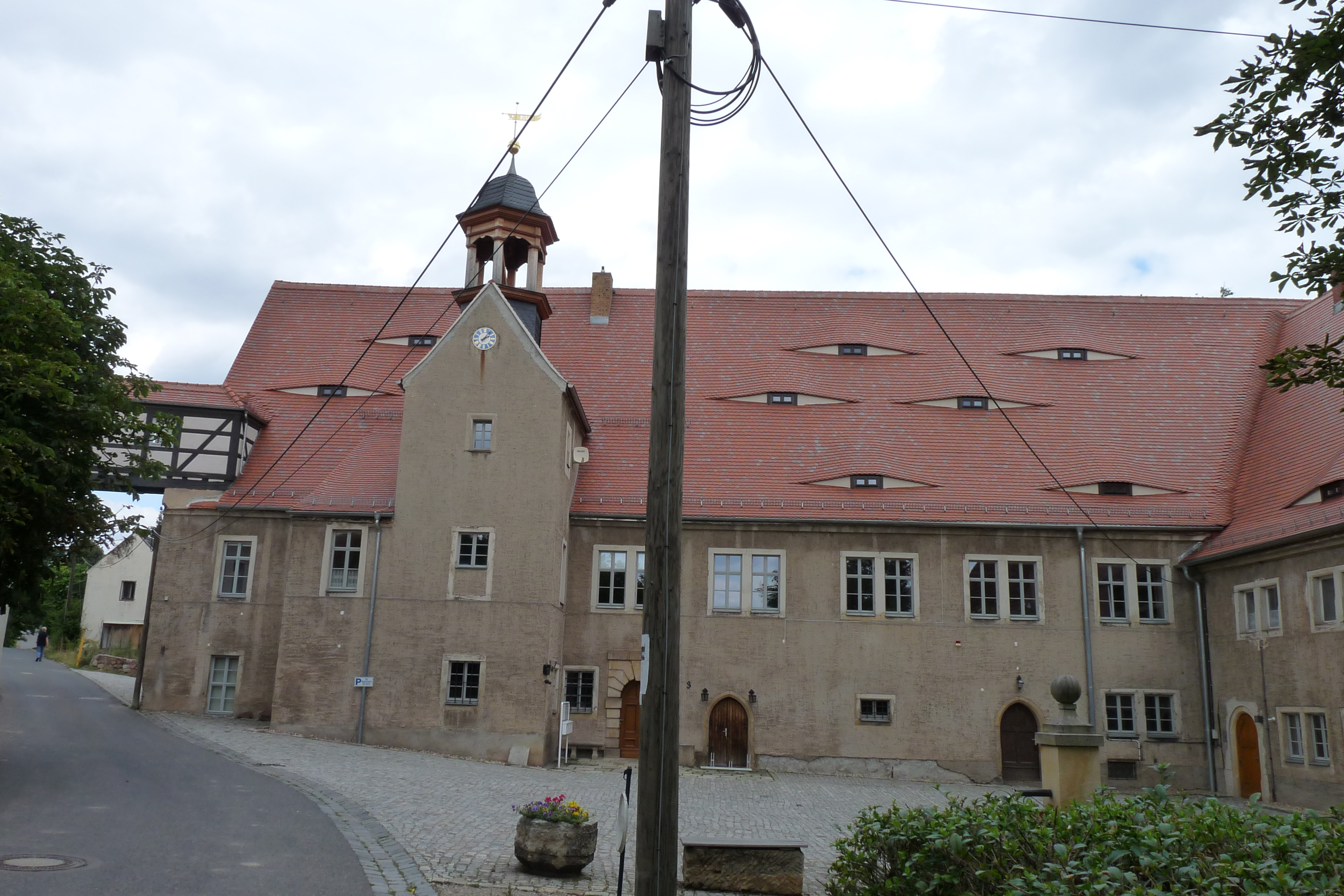
Schloss Klipphausen
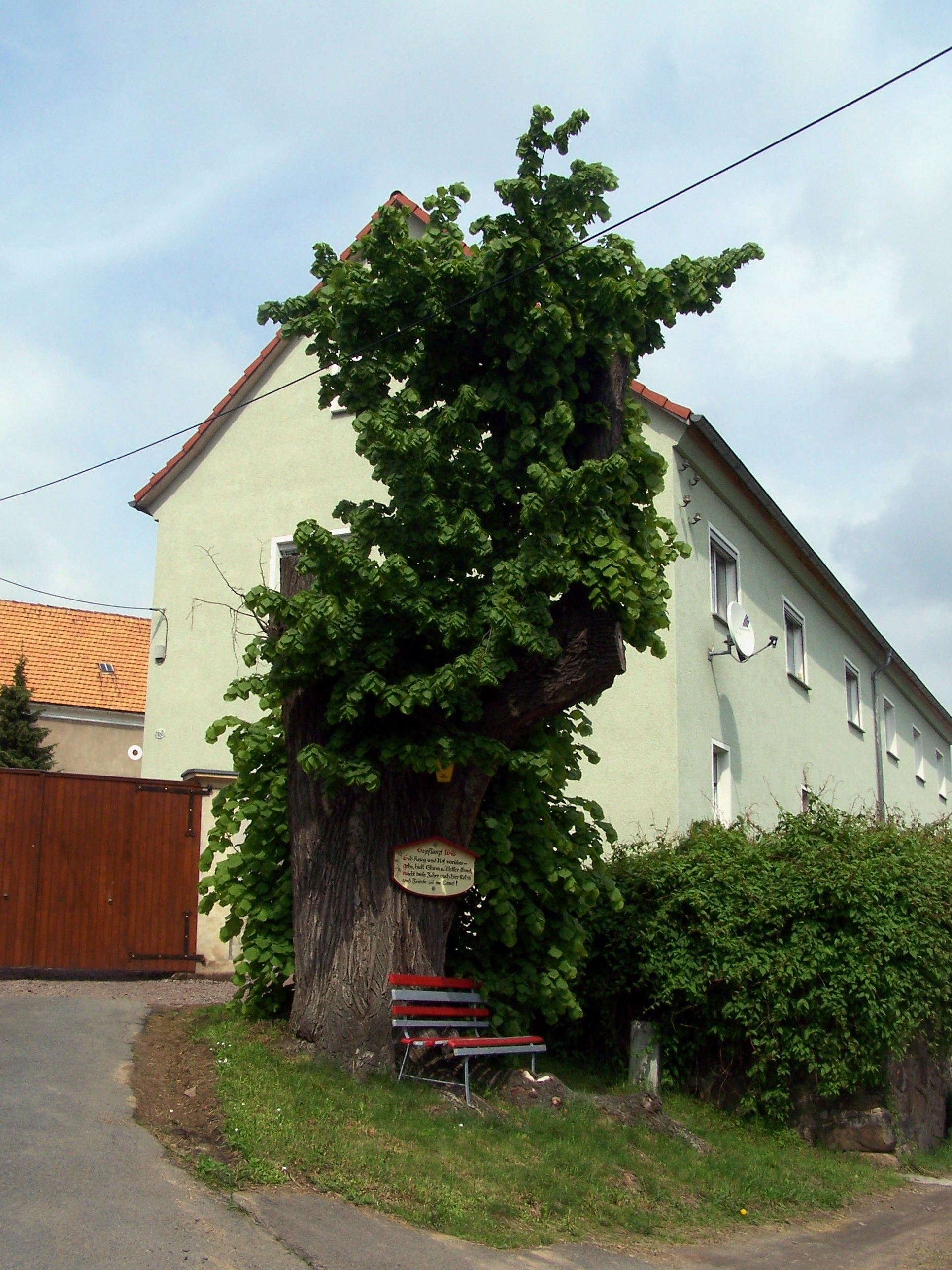
Friedenslinde in Kleinschönberg
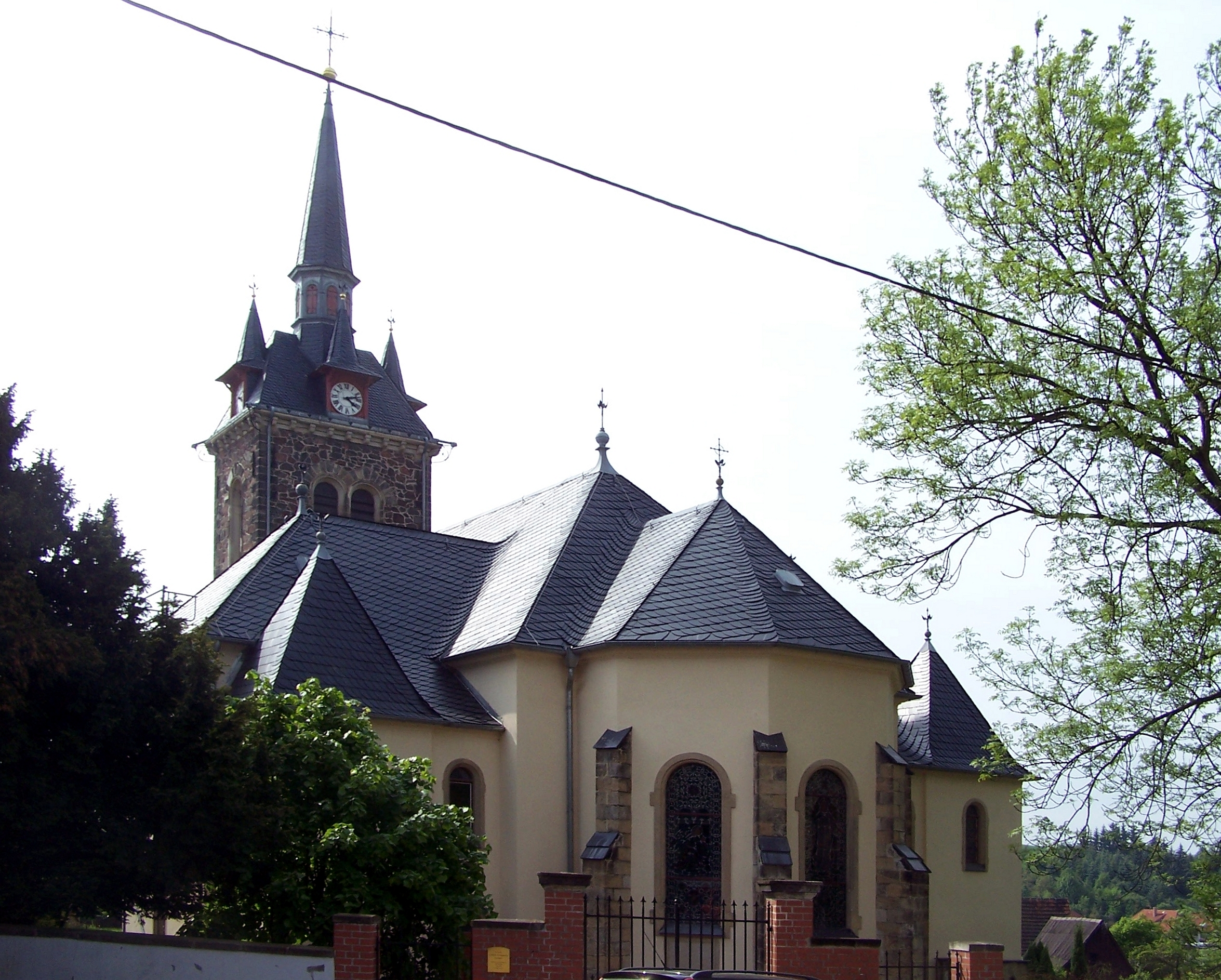
Nikolauskirche in Constappel
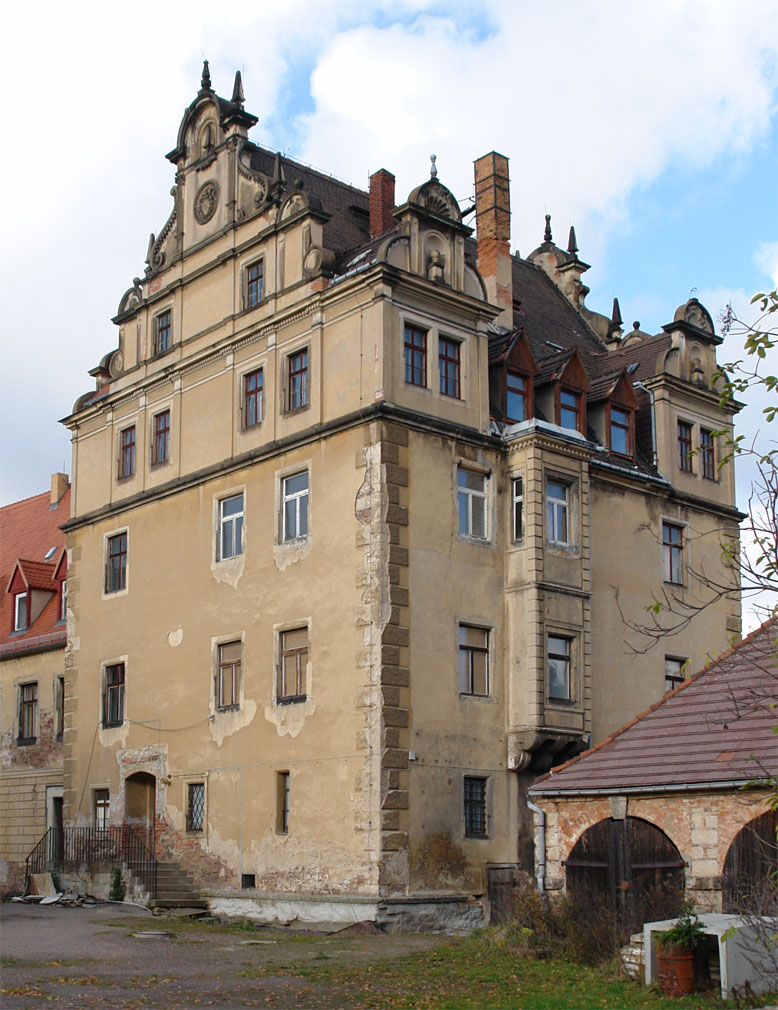
Schloss Gauernitz
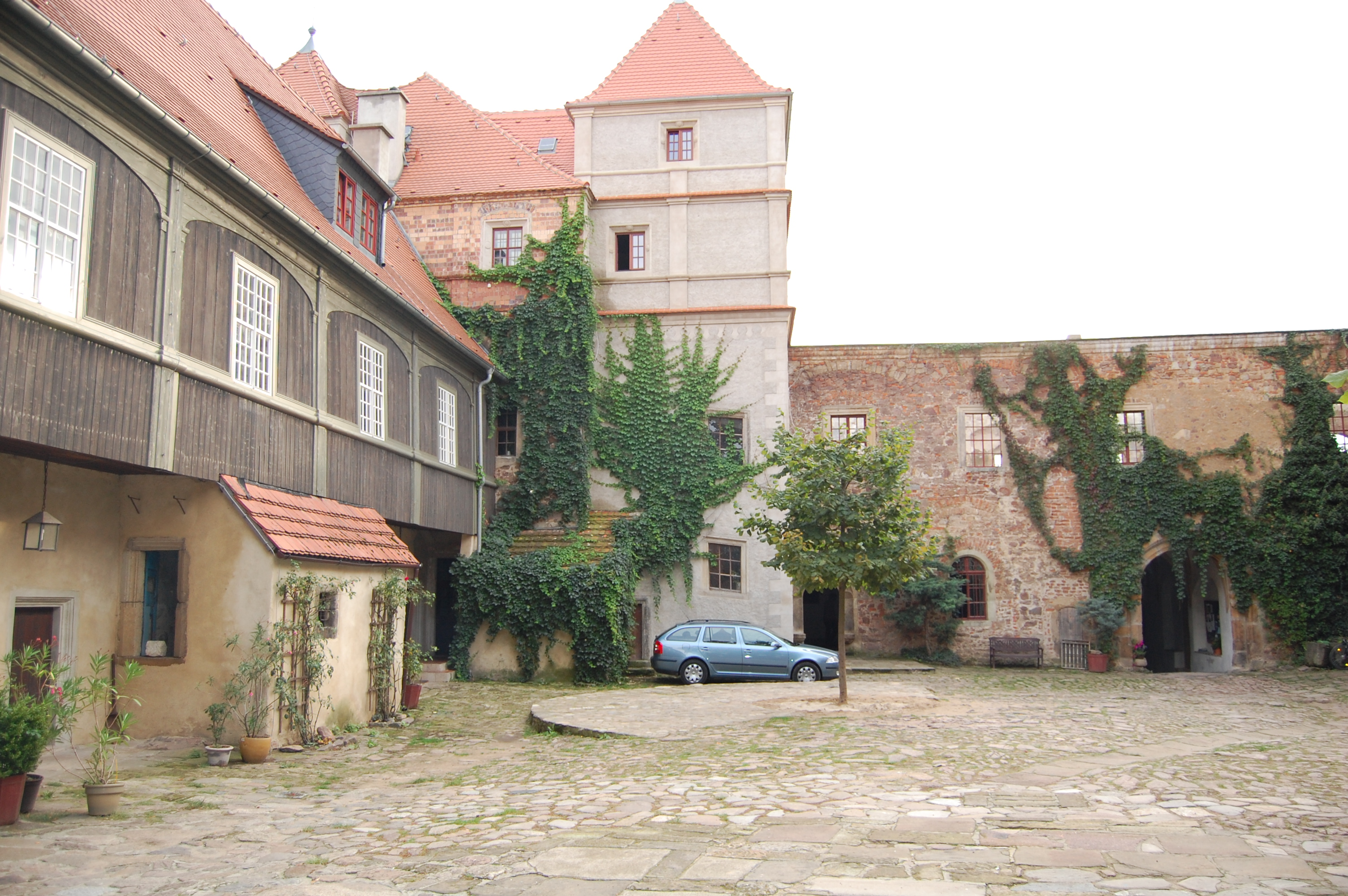
Schloss Scharfenberg